# Fiji op de Olympische Zomerspelen 1956
Fiji debuteerde op de Olympische Spelen tijdens de Olympische Zomerspelen 1956 in Melbourne, Australië. De eerste olympische deelname bleef zonder medailles.

## Deelnemers en resultaten
(m) = mannen, (v) = vrouwen 

### Atletiek
| Olympiër        | Onderdeel        | Resultaat | Prestatie                                             |
| --------------- | ---------------- | --------- | ----------------------------------------------------- |
| Mesulame Rakuro | discuswerpen (m) | 15e       | kwalificatie: 8ste met 48,21m finale: 15de met 47,24m |

### Boksen
| Olympiër        | Onderdeel   | Resultaat | Prestatie                   |
| --------------- | ----------- | --------- | --------------------------- |
| Thomas Schuster | -63,5kg (m) | 17e       | 1ste ronde: V van GER Roth  |
| Hector Hatch    | -67kg (m)   | 9e        | 1ste ronde: V van ROU Linca |

### Zeilen
| Olympiër       | Onderdeel | Resultaat | Prestatie                           |
| -------------- | --------- | --------- | ----------------------------------- |
| Nesbit Bentley | finn      | 20e       | 934 punten: (DNF-19-18-18-16-18-17) |

Afghanistan · Argentinië · Australië · Bahama's · België · Bermuda · Birma · Brazilië · Brits-Guiana · Bulgarije · Cambodja* · Canada · Ceylon · Chili · Colombia · Cuba · Denemarken · Duits eenheidsteam · Egypte* · Ethiopië · Fiji · Filipijnen · Finland · Frankrijk · Griekenland · Groot-Brittannië · Hongarije · Hongkong · Ierland · IJsland · India · Indonesië · Iran · Israël · Italië · Jamaica · Japan · Joegoslavië · Kenia · Liberia · Luxemburg · Malakka · Mexico · Nederland* · Nieuw-Zeeland · Nigeria · Noord-Borneo · Noorwegen · Oeganda · Oostenrijk · Pakistan · Peru · Polen · Portugal · Puerto Rico · Roemenië · Singapore · Sovjet-Unie · Spanje* · Taiwan · Thailand · Trinidad en Tobago · Tsjecho-Slowakije · Turkije · Uruguay · Venezuela · Verenigde Staten · Vietnam · Zuid-Afrika · Zuid-Korea · Zweden · Zwitserland*

*alleen deelgenomen in Stockholm